# Ana Maria Bican
Ana Maria Bican (* 3. März 1980 in Zărnești) ist eine ehemalige rumänische Kunstturnerin.
Sie begann im Alter von sechs Jahren mit dem Turnen und wechselte 1993 in das nationale Turnzentrum nach Deva. Bei den Junioren-Europameisterschaften 1992 in Arezzo gewann Bican mit der Mannschaft die Goldmedaille. Bei den Junioren-Europameisterschaften 1994 in Stockholm gewann sie den Titel im Sprung und Bronze im Mehrkampf.
1994 wurde Bican bei den Goodwill Games Zweite mit der Mannschaft und Vierte im Pferdsprung. Ihr größter Erfolg gelang ihr bei den Turn-Europameisterschaften 1996 in Birmingham. Mit der rumänischen Turnriege mit Lavinia Miloșovici, Gina Gogean und Simona Amânar wurde Bican vor Russland und der Ukraine Europameisterin. Im selben Jahr gehörte Bican zum Kader für die Olympischen Spiele. Sie war auch bereits in Atlanta, verletzte sich im Training vor dem ersten Wettkampf aber so schwer, dass sie ihre Karriere beenden musste.
Nach ihrer Leistungssportkarriere studierte Bican Französisch und Marketing an der University of Michigan.